# Erna Lauenburger
Erna Lauenburger, genannt Unku (* 4. März 1920 in Berlin-Reinickendorf; † zwischen dem 23. März und dem 15. April 1944 im Zigeunerlager Auschwitz) war eine deutsche Sintiza, die als Vorbild für die Unku in Alex Weddings Buch Ede und Unku diente. Unku oder auch Unko ist ihr Sinti-Name.

## Leben, Familie, Tod im KZ Auschwitz
In Berlin war Erna Lauenburger Ende der 1920er Jahre mit Grete Weiskopf befreundet. Weiskopf verfasste mit dieser Freundschaft im Hintergrund den 1931 im Malik-Verlag erschienenen Roman Ede und Unku. Die Fotos zum Buch, die die reale Familie Erna Lauenburgers zeigen, stammen von John Heartfield. Teile der im Roman verarbeiteten Erlebnisse, etwa das Verstecken eines streikenden Arbeiters bei Lauenburgers Familie vor der Polizei, geben tatsächliche Ereignisse wieder.
1932 wurde Erna Lauenburger von der evangelischen Stadtmission in Berlin getauft.
Mit ihrer Familie zog Erna Lauenburger in den 1930er Jahren nach Magdeburg um. Aus der Magdeburger Zeit lassen sich aufgrund erhaltener Akten die zunehmende rassistische Repression und ihre Deportation mit einigen Details belegen.
Sie war nicht-standesamtlich verheiratet mit Otto Schmidt, geboren am 13. Februar 1918 in Luckenwalde. Ihr Mann, mit dem sie zusammen im Zigeunerlager Magdeburg Holzweg lebte, wurde am 13. Juni 1938 im Rahmen der Inhaftierungswelle der Aktion „Arbeitsscheu Reich“ verhaftet und ins KZ Buchenwald deportiert. Die „Anordnung der polizeilichen Vorbeugehaft“ vom 13. Juni 1938 ist in seiner Magdeburger „Zigeunerpersonalakte“ ZP 232 erhalten. In dem Lager lebten weitere enge Verwandte von Erna, so ihre Mutter und Großmutter.
Beider Tochter Marie wurde am 25. August 1938 geboren. Am 12. April 1939 wurde die 19-jährige Mutter von der Kriminalpolizei vorgeladen, vernommen und erkennungsdienstlich registriert.
Otto Schmidt wurde am 20. November 1942 im KZ Buchenwald nach Fleckfieberversuchen des Robert Koch-Instituts vom Lagerarzt Waldemar Hoven durch eine Injektion getötet, nachdem er als einer von vier Häftlingen der unbehandelten, infizierten Kontrollgruppe die Fleckfieberinfektion überlebt hatte.
Nachdem ein Festsetzungserlass vom 17. Oktober 1939 vorsah, „Sammellager für Zigeuner“ zur Vorbereitung der Abtransporte in Konzentrationslager einzurichten, wurde Erna Lauenburger neben vielen anderen Sinti genötigt, ein Schriftstück zu unterschreiben, mit dem ihr verboten wurde, den Wohnort zu verlassen. Bei einem Verstoß gegen die Auflage drohte die Einweisung in ein Konzentrationslager. Eine Robert Ritters Unterschrift tragende „Gutachterliche Äußerung“, die sie als „Zigeuner-Mischling (+)“ einstuft, ist auf den 14. Juli 1941 datiert.
Das zweite Kind, Bärbel Lauenburger, wurde am 24. September 1942 geboren.
Die im sogenannten Zigeunerlager Magdeburg Holzweg lebenden 160 Sinti, darunter 125 Kinder, wurden am 1. März 1943 festgenommen und in das „Zigeunerlager Auschwitz“ deportiert. Erna Lauenburger erhielt die Häftlingsnummer Z 633, ihre Tochter Marie Z 635 und Bärbel Z 634. Ihre Mutter und Großmutter trugen die kurz zuvor vergebenen Häftlingsnummern Z 623 und Z 622, was dafür spricht, dass sie auch aus dem Magdeburger Lager deportiert wurden. Wenige Tage vor der Deportation hatten Ritter und Eva Justin das Lager besucht, um die Deportationsunterlagen zu ergänzen.
Bereits in den 1960er Jahren hatten dem DDR-Bürgerrechtler und Journalisten Reimar Gilsenbach mehrere Überlebende berichtet, dass Unku den Tod ihrer erstgeborenen Tochter Marie nicht verkraftet hatte und daraufhin ermordet wurde. Die Geschehnisse dokumentierte Reimar Gilsenbach nach Gesprächen mit Überlebenden in einigen seiner Veröffentlichungen. Auch im 2009 entstandenen Film Was mit Unku geschah – Das kurze Leben der Erna Lauenburger wird Unkus Lebensgeschichte thematisiert.
Das genaue Todesdatum ist nur von Bärbel Lauenburger belegt, nicht aber von Marie und Erna Lauenburger. Nach neuesten Erkenntnissen liegt es zwischen dem 23. März 1944 und dem 15. April 1944. Der Nachfahre Janko Lauenberger und die Journalistin Juliane Wedemeyer stießen bei der Arbeit für ihr Buch Ede und Unku – die wahre Geschichte im Archiv des Staatlichen Museums Auschwitz auf Dokumente, die belegen, dass Unku am 23. März 1944 noch an einer Fleckfieberblutuntersuchung teilgenommen hat. Die überlebenden Zeitzeugen für ihren Tod wurden am 15. April 1944 aus Auschwitz abtransportiert. Das Buch Ede und Unku – die wahre Geschichte, das 2018 im Gütersloher Verlagshaus erschien, rekonstruiert und erzählt Unkus Schicksal und das ihrer Familie. Lauenberger ist der Enkel Kaulas (bürgerlich: Helene Ansin, geb. Steinbach), der ebenfalls im Kinderbuch Ede und Unku erwähnten Cousine Unkus. Lauenbergers Großvater ist der von Gilsebach interviewte Zeitzeuge für Unkus Zeit im Konzentrationslager Auschwitz und ihres Todes. In Lauenbergers Familie gab es weitere Zeitzeugen.

## Ehrung
Am 27. Januar 2011 wurde in Berlin-Friedrichshain ein Weg als Ede-und-Unku-Weg zur Erinnerung an Erna Lauenburger und Grete Weiskopf alias Alex Wedding benannt.

## Hinweise
- Erna Lauenburger wird auch in Frieda Zeller-Plinzners Jesus im Zigeunerlager (Neumünster 1934) genannt.[18]
- Erna Lauenburgers Magdeburger „Zigeunerpersonalakte“ ZP 420 ist erhalten.[19]

## Film
- Als Unku Edes Freundin war, Regie: Helmut Dziuba, DDR 1981, DEFA, 72 Minuten.
- Was mit Unku geschah – Das kurze Leben der Erna Lauenburger. Jugendforschungsprojekt, Leitung Jana Müller, Deutschland 2009, 35 min.